# Langmuir (Einheit)
Langmuir (Einheitenzeichen: L) ist eine physikalische Einheit der Dosis D in der Oberflächenchemie. Sie ist nach Irving Langmuir benannt, der in diesem Gebiet tätig war. Das Langmuir gehört nicht dem Internationalen Einheitensystem an und ist in der EU keine gesetzliche Einheit im Messwesen.
Weil die Dosis D in der Oberflächenchemie eine Größe der Dimension „Druck mal Zeit“ ist, können für sie alle Produkte einer Druck-Einheit und einer Zeit-Einheit als Maßeinheit benutzt werden. Langmuir ist der spezielle Name für das Produkt aus der veralteten Druck-Einheit Torr und der Mikrosekunde. Bei einem Haftkoeffizienten von 1 entspricht 1 L etwa einer Bedeckung einer Oberfläche mit einer Monolage des Adsorbats.
Umrechnung: 1 L = 1 Torr · μs ≈ 1,33·10−4 Pa·s = 1,33·10−6 mbar·s